# Hégésippe Ibéné
Hégésippe Ibéné, né le 8 avril 1914 à Sainte-Anne et mort le 22 mai 1989 dans la même ville, est un homme politique français.

## Biographie
Il est l'un des fondateurs du Parti communiste guadeloupéen (PCG) après avoir été secrétaire fédéral de la fédération de Guadeloupe du PCF de 1945 à 1953. Il est resté membre du comité central du PCG jusqu'à son décès. Avocat de profession, il fut aussi conseiller général de Pointe-à-Pitre de 1945 à 1949, conseiller municipal de Pointe-à-Pitre de 1950 à 1953, premier adjoint au maire de Sainte-Anne de 1965 à 1971, puis maire de Sainte-Anne de 1971 à mars 1989. Député de la Guadeloupe 1re circonscription (1973-1978).

## Œuvres
- 1982 : La Parole des anciens est la mémoire du peuple, avec Laurent Farrugia et Jérôme Clery.